# Анио Ветус
Анио Ветус (Anio Vetus) e акведукт за водоснабдяване на древен Рим.
Името му „Анио“ идва от река Аниене (на лат.: Anio). Той е вторият водопровод на Рим и е дълъг 63,7 км.
През 272 пр.н.е. цензорите Луций Папирий Претекстат и Маний Курий Дентат дват нареждане да се строи акведукта Анио Ветус от река Аниене близо до Тиволи за Рим. Финансиран е от плячката от победата в Пировата война.
След смъртта на двата цензори през 270 пр.н.е. Марк Фулвий Флак като duovir aquae perducendae завършва строежа през 269 пр.н.е.
Акведуктът е поправян някоколко пъти, през 2 век пр.н.е. от Квинт Марций Рекс, през 33 пр.н.е. от Марк Випсаний Агрипа и през 11 пр.н.е. от Квинт Елий Туберон по нареждане на император Август.
Името си Анио Ветус (Anio Vetus, на латински: vetus, „стар“) получава през 38 г. при започването на строежа на Анио Новус (Anio Novus, novus = „нов“). След построяването на новия акведут водата от Анио Ветус се ползва в голяма част за поливане на градините.